# Raoul de Hemptinne

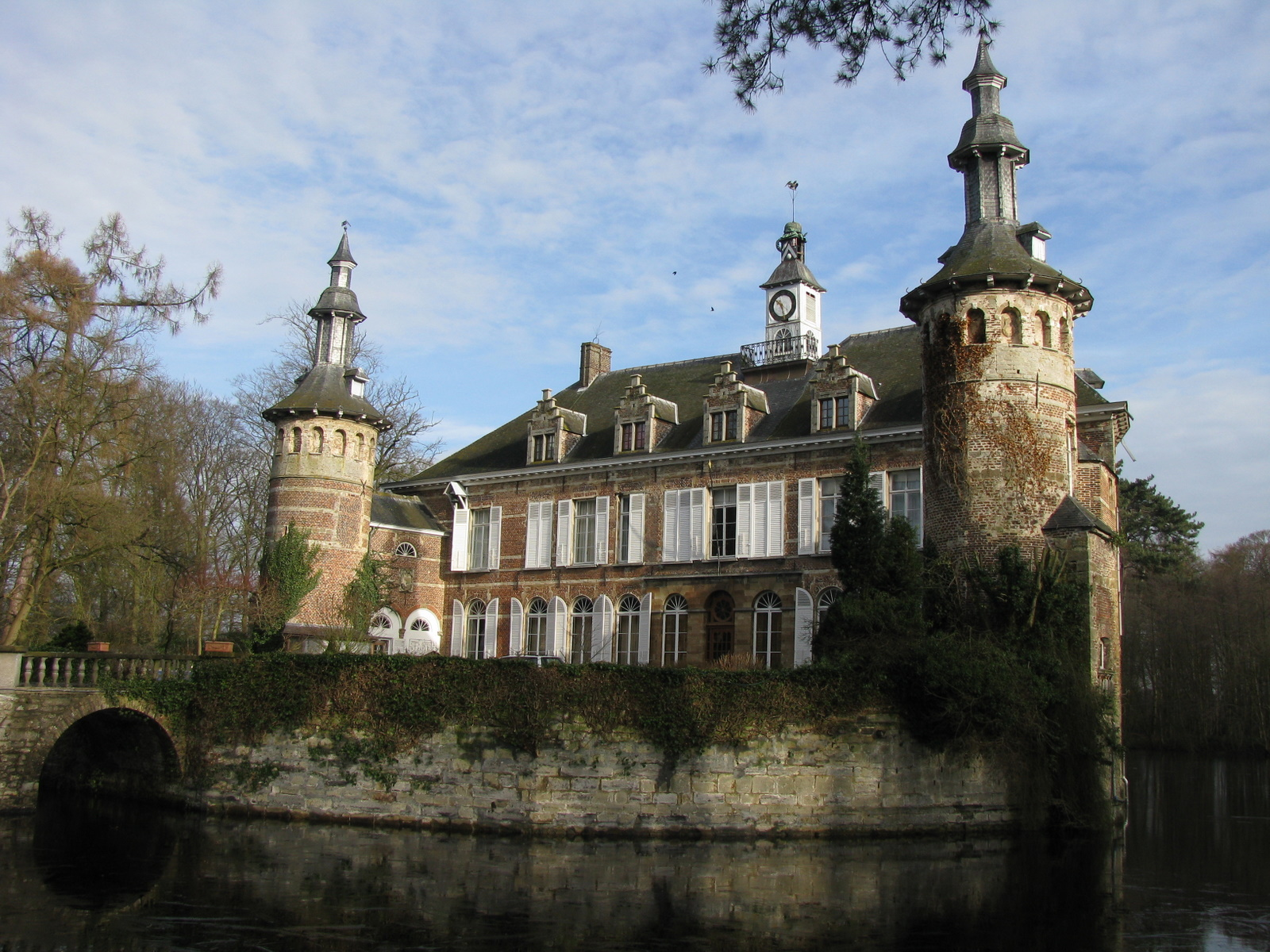
Het kasteel van Welden in Zevergem, de woonst van meerdere burgemeesters.

Jonkheer Raoul de Hemptinne (Gent, 29 mei 1884 - Flossenbürg, april 1945) was als Belgisch politicus burgemeester van de voormalige Oost-Vlaamse gemeente Zevergem, een deelgemeente van De Pinte.
Hij werd geboren binnen de adellijke familie de Hemptinne. Maar door zijn huwelijk met Yvonne de Pelichy kwam hij later in het kasteel van Welden te Zevergem wonen, waar haar grootvader François de Pelichy eerder ook al burgemeester was. Raoul de Hemptinne werd er zelf burgemeester in 1925, in opvolging van de oom van zijn echtgenote Joseph de Pelichy.

## Politiek gevangene
In 1942 werd de Hemptinne - samen met zijn zoon - als politiek gevangene overgebracht naar het concentratiekamp van Flossenbürg, waar hij overleed in 1945. De juiste sterfdatum is niet bekend maar op zijn bidprentje staat begin april 1945.  In de voorgevel van het voormalige gemeentehuis van Zevergem herinnert een gedenksteen aan dit feit, maar is nu praktisch onleesbaar geworden. Zijn zoon kwam terug naar huis maar was zwaar getekend voor het hele leven.
Yvonne de Pélichy (de Pelichy), de weduwe van Raoul de Hemptinne, nam na zijn dood de burgemeesterssjerp in Zevergem over. Zij bleef tot 1971 in functie.